# フラバン-3-オール

フラバン-3-オールの化学構造（化学式: C_{15}H_{14}O_{2}、モル質量: 226.27 g/mol、精密質量: 226.09937966）

エピカテキン (EC)

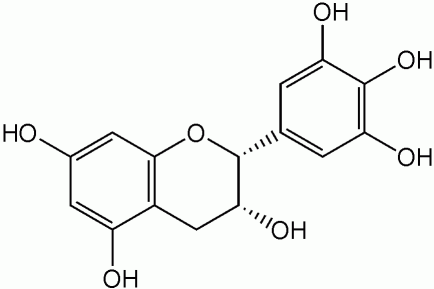
エピガロカテキン (EGC)

フラバン-3-オール（flavan-3-ol、フラバノール）類は、2-フェニル-3,4-ジヒドロ-2H-クロメン-3-オール骨格を有するフラボノイドの一群である。代表的なフラバノール類としては、カテキンやカテキンガレートがある。
ケト基を有するフラボノール類は、フラバノール類と異なるフラボノイドの一群である。
フラバノール類はプロアントシアニジン類の構成要素である。フラバノールには2つのキラル炭素を有することから、それぞれ4種のジアステレオマーが存在する。
カテキン類は、フラボノール類と呼ばれるクェルセチンやルチンといったケトンを含むフラボノイドと区別される。バイオフラボノイドという用語は最初フラボノールを説明するために使用されていたが、不明確な用語として、ポリマー化したヒドロキシル基のみを有するフラバン-3-オール類（カテキン）含む多くのフラボノイドに対して使われている。

## カテキン含有植物
カテキンはチャノキ (Camellia sinensis) 由来の茶やココア、チョコレート（カカオ Theobroma cacaoの種子から作られる）に豊富に含まれている。
カテキン類は果物、野菜、ワインといったヒトの食品にも存在しており、その他の多くの植物種にも含まれている。

## カテキンおよび没食子酸エステル
カテキンおよびエピカテキンはエピマーであり、天然では (+)-カテキンおよび (−)-エピカテキンが最も一般的な光学異性体である。カテキンの名称は、最初に化合物が単離された植物抽出物カテキュ (Catechu) に由来する。分解点を越えて加熱されたカテキンはピロカテコール（カテコール）を放出する。
エピガロカテキンおよびガロカテキンは、それぞれエピカテキンおよびカテキンと比べてフェノール性ヒドロキシル基が一つ多い。
カテキンガレート類はカテキン類の没食子酸エステルである。没食子酸エピガロカテキン (EGCG) は茶の最も豊富に含まれているカテキンである。

## (−)-エピカテキンの生合成
フラボノイド類はシンナモイル-CoAを出発ユニットとして、マロニル-CoA 3分子を縮合して合成される。反応はIII型ポリケチド合成酵素によって触媒される。これらの酵素はアシルキャリアータンパク質 (ACP) を利用しない代わりに補酵素Aエステルを利用し、鎖伸長、縮合、環化といった一連の反応を行う単一の活性部位を有している。4-ヒドロキシシンナミル-CoAと3分子のマロニル-CoAによる鎖伸長によりまずポリケチドが得られる。これらはクライゼン様反応により芳香環を形成する

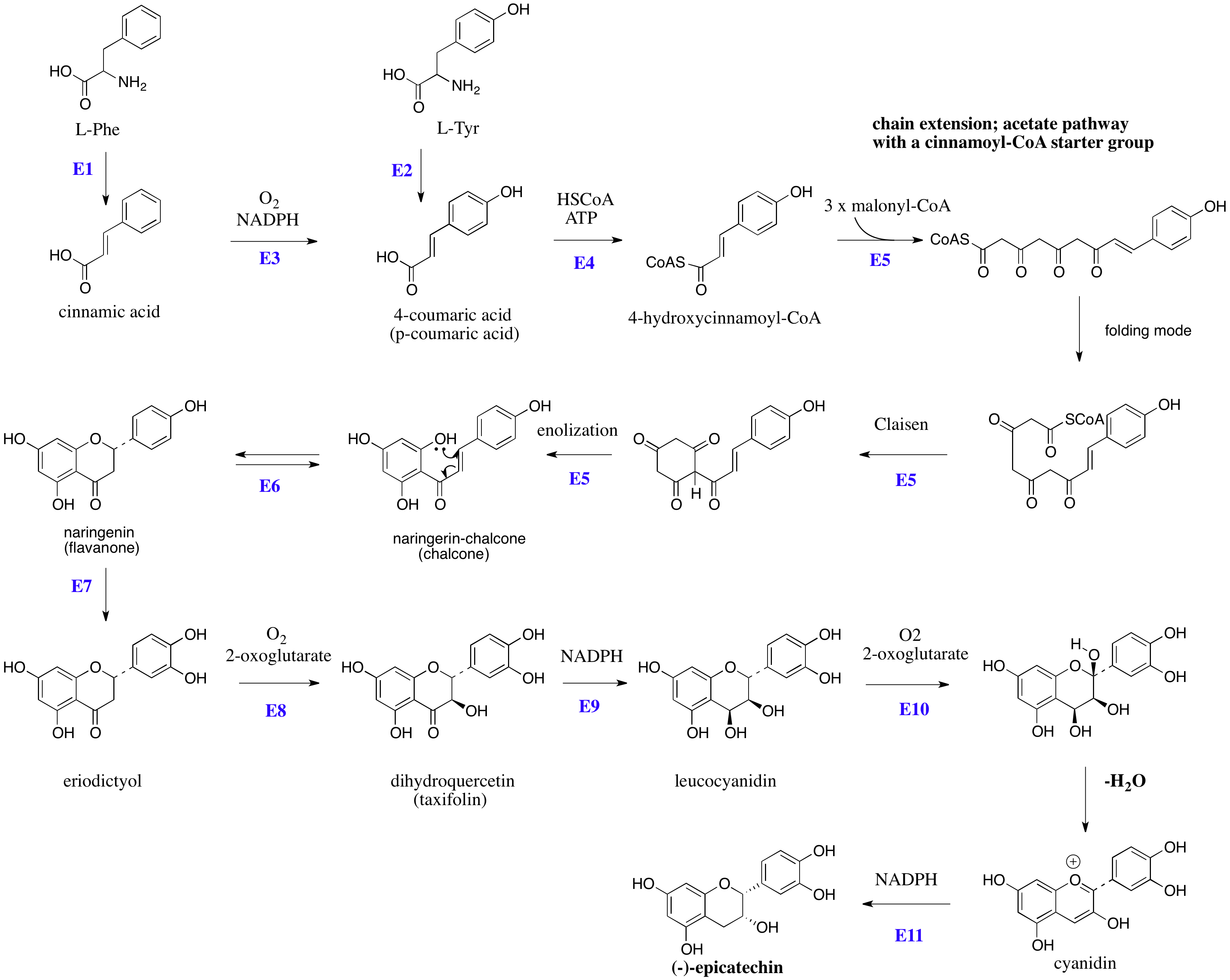
植物における (−)-エピカテキン生合成の概要。酵素は青で示されており、略称は以下の通り: E1, フェニルアラニンアンモニアリアーゼ (PAL); E2, チロシンアンモニアリアーゼ (TAL); E3, シンアマート 4-ヒドロキシラーゼ; E4, 4-クマロイル: CoA-リガーゼ; E5, カルコン合成酵素（ナリンゲリン-カルコン合成酵素）; E6, カルコンイソメラーゼ; E7, フラボノイド 3'-ヒドロキシラーゼ; E8, フラボノン 3-ヒドロキシラーゼ; E9, ジヒドロフラバノール 4-レダクターゼ; E10, アントシアニジン合成酵素（ロイコアントシアニジンジオキシゲナーゼ）; E11, アントシアニジンレダクターゼ。CoA, 補酵素A; L-Tyr, L-チロシン; L-Phe, L-フェニルアラニン。

。

## カテキン類の健康効果
カテキン類の健康効果はヒトおよび動物モデルで大々的に研究されてきた。動物モデルでは動脈硬化症の低下が見られている。In vitroにおいて発癌 (Carcinogenesis) の低下が見られている。
多くの健康効果に関する研究がカテキン成分と結び付けられてきた。ハーバード大学医学部教授のNorman Hollenbergによれば、エピカテキンは、主要な健康問題のうちの4つ、脳卒中、心不全、がん、糖尿病のリスクを低減することができる。Hollenbergは、週にココアを40杯以上飲む習慣のあるパナマのクナ人について研究し、「4大疾患」の患者数が10%未満であることを発見した。Hollenbergは、エピカテキンが食品中の必須成分であり、ゆえにビタミンに分類されるべきであると信じている。
ある研究者によれば、没食子酸エピガロカテキン (EGCG) は抗酸化物質であり、皮膚を紫外線照射による損傷や腫瘍形成から保護する助けとなる。

### DNAの保護
カテキン類は習慣的運動と組み合わさった時、ある種の加齢を遅らせることが明らかにされている。カテキン類を与えられたマウスは加齢のレベルが低下し、ミトコンドリアにおける酸化ストレスが低下し、ミトコンドリア関連タンパク質のmRNA転写が上昇する。

### 処理チョコレートの健康効果が低下する可能性
医学誌The Lancetの論説は、ラベルに表示されることなく苦味を取り除くために有益な化合物がダークチョコレートから取り除かれている場合があるため、健康の改善のためにこのようなチョコレートを摂取する人が増えていることに対して警鐘を鳴らしている。加えて、このような製品は鉛、脂肪、砂糖、カロリーが高く、心疾患のリスクを増大させるかもしれない。

### 抗発癌作用
2008年、カリフォルニア大学ロサンゼルス校 (UCLA)  のがん研究者らは、若干のフラボノイドを含む食事を摂取した患者において肺癌の発達が妨げられているように見えることを発見した。Zhang教授は、最も効果が高いように見えるフラボノイドとして、イチゴ、緑茶、紅茶に含まれるカテキン、メキャベツおよびリンゴに含まれるケンフェロール、豆類、タマネギ、リンゴに含まれるクェルセチンを挙げている。

## アグリコン
| 構造                     | 化合物名                                                     | 化学式    | オリゴマー             |
| ------------------------ | ------------------------------------------------------------ | --------- | ---------------------- |
| (+)-Catechin             | カテキン, C, (+)-Catechin                                    | C15H14O6  | プロアントシアニジン類 |
| Epicatechin              | エピカテキン, EC, (-)-Epicatechin (cis)                      | C15H14O6  | プロアントシアニジン類 |
| Epigallocatechin         | エピガロカテキン, EGC                                        | C15H14O7  | プロデルフィニジン類   |
| Epicatechin gallate      | エピカテキンガレート, ECG                                    | C22H18O10 |                        |
| Epigallocatechin gallate | 没食子酸エピガロカテキン, EGCG, (−)-Epigallocatechin gallate | C22H18O11 |                        |
| Epiafzelechin            | エピアフゼレキン                                             | C15H14O5  |                        |
| Fisetinidol              | フィセチニドール                                             | C15H14O5  |                        |
| Guibourtinidol           | グイブルチニドール                                           | C15H14O4  | プログイブルチニジン類 |
| Mesquitol                | メスキトール                                                 | C15H14O6  |                        |
| Robinetinidol            | ロビネチニドール                                             | C15H14O6  | プロロビネチニジン類   |

## 健康効果
果物や野菜、カカオ豆、お茶に由来するフラバノール類は、脳機能を高め、動脈の柔軟性を保ち、小血管の血液循環を増加させ、血圧を低下させ、日光皮膚炎を防止すると信じられている。